# Apomecyna crassiuscula
Apomecyna crassiuscula är en skalbaggsart som först beskrevs av Leon Fairmaire 1896.  Apomecyna crassiuscula ingår i släktet Apomecyna och familjen långhorningar.
Artens utbredningsområde är Madagaskar. Inga underarter finns listade i Catalogue of Life.